# Kensuke Kagami
Kensuke Kagami (加賀見 健介 Kagami Kensuke?, nacido el 21 de noviembre de 1974 en Saitama) es un exfutbolista japonés. Jugaba de centrocampista y su último club fue el FC Tokyo de Japón.

## Trayectoria

### Clubes
| Club              | País  | Año         |
| ----------------- | ----- | ----------- |
| FC Tokyo          | Japón | 1997 - 2003 |
| Oita Trinita      | Japón | 2000        |
| Kawasaki Frontale | Japón | 2002        |